# سفارة بيرو في السويد
سفارة بيرو في السويد هي أرفع تمثيل دبلوماسي لدولة بيرو لدى السويد. تقع السفارة في بلدية ستوكهولم وهي تهدف لتعزيز المصالح البيروفية في السويد.

## وصلات خارجية
- قائمة سفارات بيرو
- قائمة السفارات في السويد